# Sankt Leonhard am Hornerwald
Sankt Leonhard am Hornerwald je městys v okrese Kremže v rakouské spolkové zemi Dolní Rakousy.

## Geografie
St. Leonhard am Hornerwald se nachází ve Waldviertelu (Lesní čtvrti) v Dolních Rakousích. Území městyse zahrnuje plochu 51,57 kilometrů čtverečních. Z této plochy je 51,06 % zalesněno.
Městys sestává z katastrálních území:
- Obertautendorferamt
- St. Leonhard am Hornerwald
- Untertautendorferamt
- Wilhalm
- Wolfshoferamt

## Historie

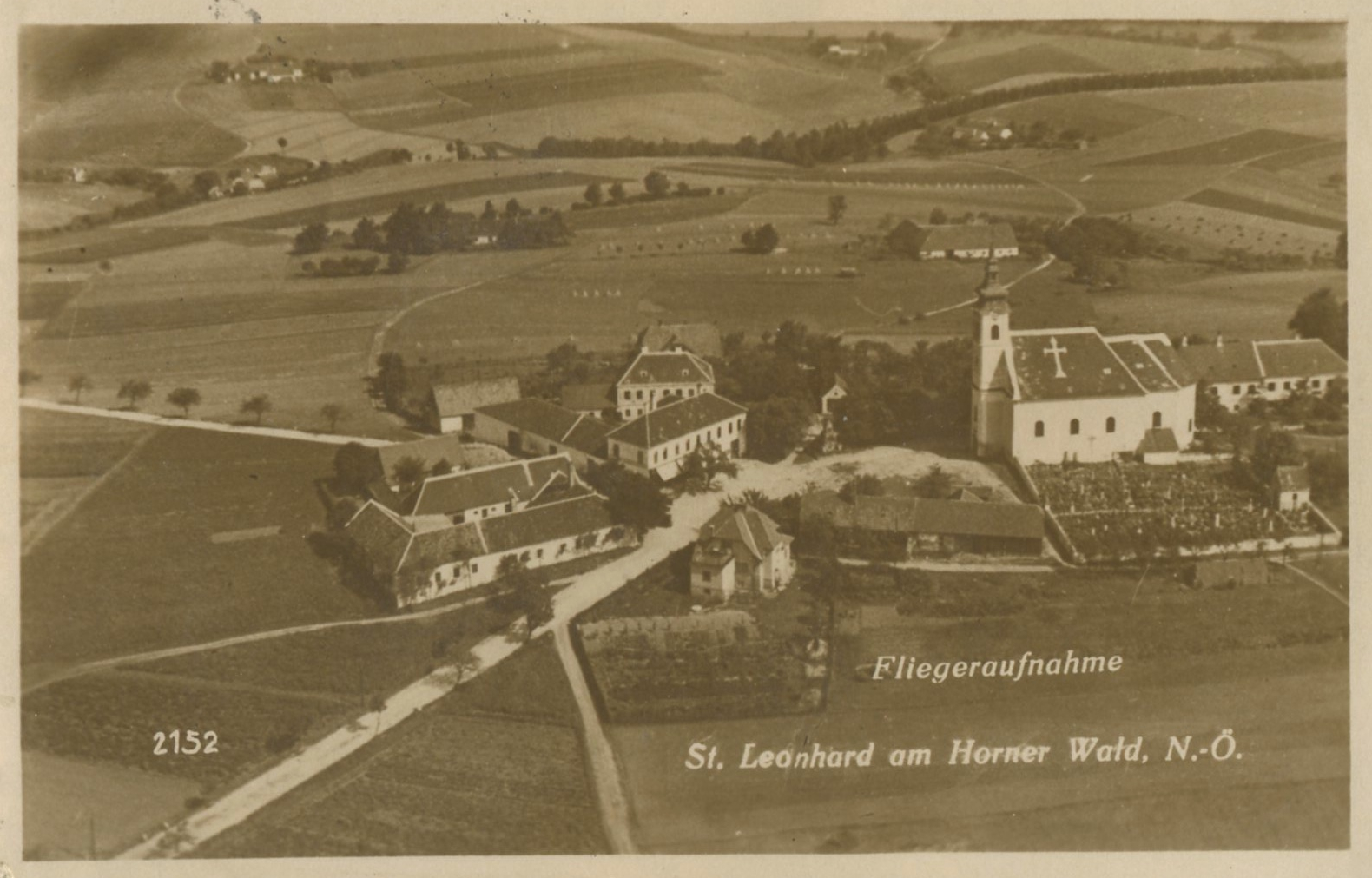
St. Leonhard am Hornerwald (pohlednice 1930)

Území Dolních Rakous má dějiny stejně proměnlivé jako jsou dějiny celého Rakouska.

### Vývoj počtu obyvatel
- 1851 2678
- 1971 1545
- 1981 1306
- 1991 1217
- 2001 1241

## Politika
Starosta městyse je Andreas Aschauer, vedoucí kanceláře Gertraud Winkler. Při posledních obecních volbách v roce 2010 bylo 19 křesel v obecním zastupitelstvu rozděleno podle získaných mandátů takto:
- ÖVP 16
- SPÖ 3

## Kultura a pamětihodnosti
- severozápadně od St. Leonhard se nachází zřícenina hradu Rundersburg. Byl postavený v roce 1150 a po roce 1300 byl opuštěný a od té doby chátral.

- od 13. dubna 2001 je otevřena "kouzelnická dílna", významná turistická atrakce ve St. Leonhardu.[1] Dílna je umístěna ve staré selské usedlosti na ploše přes 850 čtverečních metrů.[2] Na nástěnkách jsou informace o podzemních rudných žilách, kouzelné lesy, dále originální rekvizity rituálních míst a zámecké strašidlo.[3] Společně s dalšími šesti rakouskými zámky je vydána kniha o kouzelnických dílnách v Rakousku.[4]

### Muzeum
Jedinečné muzeum řemesel v Rakousku prostřednictvím dobrovolníků předvádějí nejrůznější řemeslnou výrobu, která zde bývala před desítkami let, i před staletími. U muzea je také kavárna, která nabízí krátký odpočinek návštěvníků.

## Zimní sporty
V zimním období je St. Leonhard oblíbeným cílem pro lyžaře, běžkaře. V místě je také úspěšný lyžařský tým, který se úspěšně zúčastňuje mezinárodních utkání lyžařů, běžkařů.

## Hospodářství a infrastruktura
Nezemědělských pracovišť bylo při sčítání lidu roku 2001 36 a zemědělských a lesnických pracovišť bylo v roce 1999 145. Počet výdělečně činných obyvatel v místě bydliště bylo při sčítání lidu v roce 2001 566, tj. 46,73 %.